# 1. ženska rokometna liga
1. ženska rokometna liga (kratica 1. A DRL) je rokometno klubsko tekmovanje, ki deluje pod okriljem Slovenske rokometne zveze. To je ženska rokometna liga 1. kategorije v Sloveniji. V ligi sodeluje 11 klubov.

## Pravila
1. A DRL – ženske igra redni del in končnici (1. - 4. in 5.- 7.). Redni del tekmovanja se odvija v obliki trokrožnega točkovnega sistema (21 krogov). Številke v tretjem delu se dodelijo na podlagi razvrstitve na lestvici po končanem dvokrožnem delu in sicer dobi 1. uvrščena ekipa št. ena, drugo uvrščena št. dva, …V obe končnici se prenašajo vse točke iz rednega dela tekmovanja. V primeru enakega št. točk, se pri končni razvrstitvi upoštevajo vse medsebojne tekme (redni del in končnica).

## Moštva lige sezone 2016/17:
- Zagorje
- Krim Mercator
- Mlinotest Ajdovščina
- Celje Celjske mesnine
- ŽRK Krka
- ŽURD Koper
- Krim junior Ljubljana
- Zelene doline Žalec
- ŽRK Velenje
- DP-Logik Branik
- ŽRK Aklimat Ptuj